# Oblast Sofia-Stadt
| Basisdaten          | Basisdaten                    |
| ------------------- | ----------------------------- |
| Region:             | Westbulgarien                 |
| Verwaltungssitz:    | Sofia                         |
| Fläche:             | 1.348,9 km²                   |
| Einwohner:          | 1.280.334 (31. Dezember 2022) |
| Bevölkerungsdichte: | 949,2 Einwohner je km²        |
| NUTS:BG-Code:       | BG411                         |
| Karte               |                               |
| Karte               |                               |

Die Oblast Sofia-Stadt (bulgarisch Област София-град / Oblast Sofia-grad) ist eine Verwaltungseinheit im Westen Bulgariens. Sie wird im Norden, Osten und Süden von der Oblast Sofia und im Westen von der Oblast Pernik umschlossen.
Nicht zu verwechseln ist die Oblast Sofia-Stadt mit der Oblast Sofia (Софийска област/Sofijska oblast; wörtlich: Sofioter Oblast), wobei letztere nur das Umland von Sofia umfasst, nicht jedoch die eigentliche Stadt. Besonders verwirrend ist dabei, dass die Oblast Sofia-Stadt oft auch nur kurz als
Oblast Sofia (aus dem Bulg. Област София) bezeichnet wird, während das Umland die Sofioter Oblast ist.
Die einzige Gemeinde der Oblast Sofia-Stadt ist die offiziell so bezeichnete Hauptstadtgemeinde (Столична община/Stolitschna obschtina; also: die Gemeinde Sofia), die in 24 Stadtbezirke (bulg. район / Rajon) unterteilt ist.

## Bevölkerung
In der Oblast (Bezirk) Sofia-Stadt leben 1.280.334 (Stand: 31. Dezember 2022) Einwohner auf einer Fläche von 1348,9 km². 93,4 % der Einwohner der Oblast leben in der Hauptstadt Sofia, die aber nur 36,5 % der Fläche der Oblast beinhaltet.

## Städte
Die Daten stammen aus dem Nationalen Statistischen Institut in Bulgarien für das Jahr 2022.
| Stadt      | Bulgarischer Name | Einwohner (31. Dezember 2022) |
| ---------- | ----------------- | ----------------------------- |
| Sofia      | София             | 1.190.256                     |
| Nowi Iskar | Нови Искър        | 13.418                        |
| Bankja     | Банкя             | 11.478                        |
| Buchowo    | Бухово            | 2.540                         |